# Лохэ (городской округ)
Лохэ́ (кит. упр. 漯河, пиньинь Luòhé) — городской округ в провинции Хэнань КНР.

## Название
Хотя название Лохэ (漯河) и означает буквально «река Ло», реки с таким названием (по крайнем мере, достаточно большой, чтобы быть показаной на провинциальных картах) в городском округе Лохэ не протекает. Зато в более северной части провинции Хэнань есть река Лохэ, на которой стоит город Лоян; хотя её название и произносится точно так же как и этого городского округа Лохэ, оно пишется другим иероглифом.

## История
Хотя эти места населены с древнейших времён, до недавнего времени они не были объединены в единую административную структуру.
При империи Юань из-за того, что речные извилины в этих местах переплетаются подобно заворачивающимся в спираль раковинам морских моллюсков (海螺), находящийся здесь посёлок получил название Лованьхэчжэнь (螺湾河镇) — «посёлок извивающейся подобно моллюску реки». При империи Мин в XVI веке местный управляющий решил, что употребление в глубине континента иероглифа, относящегося к морскому моллюску, является неправильным, и заменил иероглиф 螺 на омонимичный иероглиф 漯. В последний период существования империи Цин здесь прошла Пекинско-Уханьская железная дорога, и построенная здесь в 1906 году железнодорожная станция взяла от посёлка название «Лохэ», после чего и название посёлка было сокращено с «Лованьхэ» до «Лохэ».
В 1948 году пристанционный посёлок официально стал городом уездного значения.
В 1949 году был создан Специальный район Сюйчан (许昌专区), и эти места вошли в его состав.
В 1960 году уезд Яньчэн был присоединён к городу Лохэ, но в 1961 году они были вновь разделены.
В 1969 году Специальный район Сюйчан был переименован в Округ Сюйчан (许昌地区).
В 1986 году постановлением Госсовета КНР был расформирован округ Сюйчан, и из части входивших в него административных единиц был образован городской округ Лохэ.

## Административно-территориальное деление
Городской округ Лохэ делится на 3 района, 2 уезда:
| Карта | #     | Статус   | Название | Иероглифы    | Пиньинь | Площадь (км²) | Население (2011) |
| ----- | ----- | -------- | -------- | ------------ | ------- | ------------- | ---------------- |
|       |       |          |          |              |         |               |                  |
| 1     | Район | Юаньхуэй | 源汇区   | Yuánhuì qū   | 201     | 330 000       |                  |
| 2     | Район | Яньчэн   | 郾城区   | Yǎnchéng qū  | 413     | 530 000       |                  |
| 3     | Район | Шаолин   | 召陵区   | Shàolíng qū  | 405     | 550 000       |                  |
| 4     | Уезд  | Уян      | 舞阳县   | Wǔyáng xiàn  | 776     | 610 000       |                  |
| 5     | Уезд  | Линьин   | 临颍县   | Línyǐng xiàn | 821     | 740 000       |                  |

## Экономика
В городе расположена штаб-квартира крупнейшей мясоперерабатывающей компании WH Group.